# Italian Open (Golf)
Die Open d'Italia ist ein Golfturnier der DP World Tour. Erstmals 1925 ausgetragen, ist diese Veranstaltung seit der Einführung der European Tour im Jahre 1972 ein fester Bestandteil des Turnierkalenders.

## Geschichte
Der erste Sieger der Open d'Italia war der Italiener Francesco Pasquali. Danach dominierte der Franzose Auguste Boyer, der das Turnier viermal gewann (1926, 1928, 1930, 1931). Später triumphierte auch der Belgier Flory Van Donck viermal (1938, 1947, 1953, 1955), beide sind bis heute Rekordsieger des Turniers. Der Deutsche Bernhard Langer konnte den Titel zweimal gewinnen (1983, 1997).

## Preisgeld
Das Preisgeld betrug 2016 noch 3 Mio. €. Seit 2017 zählt es zur neugeschaffenen Rolex Serie mit einem Preisgeld von 7 Mio. US$.

## Austragungsort
Das Turnier wird auf verschiedenen Plätzen ausgetragen. Die letzte Austragung fand im September 2023 auf dem Marco Simone Golf & Country Club in Rom statt.

## Sieger seit 1925
| Jahr                                  | Sieger                                         | Nationalität                                   | Ort/Anlage                                     | Ergebnis                                       |
| DS Automobiles Italian Open           | DS Automobiles Italian Open                    | DS Automobiles Italian Open                    | DS Automobiles Italian Open                    | DS Automobiles Italian Open                    |
| ------------------------------------- | ---------------------------------------------- | ---------------------------------------------- | ---------------------------------------------- | ---------------------------------------------- |
| 2024                                  | Marcel Siem                                    | Deutschland                                    | Adriatic Golf Club Cervia                      | 274 (−10)                                      |
| 2023                                  | Adrian Meronk                                  | Polen                                          | Marco Simone                                   | 271 (−13)                                      |
| 2022                                  | Robert MacIntyre                               | Schottland                                     | Marco Simone                                   | 270 (−14)                                      |
| 2021                                  | Nicolai Højgaard                               | Dänemark                                       | Marco Simone                                   | 271 (−13)                                      |
| Italian Open                          |                                                |                                                |                                                |                                                |
| 2020                                  | Ross McGowan                                   | England                                        | Chervò                                         | 268 (−20)                                      |
| 2019                                  | Bernd Wiesberger                               | Österreich                                     | Olgiata                                        | 268 (−16)                                      |
| 2018                                  | Thorbjørn Olesen                               | Dänemark                                       | Gardagolf                                      | 262 (−22)                                      |
| 2017                                  | Tyrrell Hatton                                 | England                                        | Mailand                                        | 263 (−21)                                      |
| 2016                                  | Francesco Molinari (2)                         | Italien                                        | Mailand                                        | 262 (−22)                                      |
| Open d'Italia präsentiert von Damiani |                                                |                                                |                                                |                                                |
| 2015                                  | Rikard Kalberg                                 | Schweden                                       | Mailand                                        | 269 (−19)                                      |
| 2014                                  | Hennie Otto                                    | Südafrika                                      | Turin                                          | 268 (−20)                                      |
| Open d'Italia Lindt                   |                                                |                                                |                                                |                                                |
| 2013                                  | Julien Quesne                                  | Frankreich                                     | Turin                                          | 276 (−12)                                      |
| BMW Italian Open                      |                                                |                                                |                                                |                                                |
| 2012                                  | Gonzalo Fernández Castaño (2)                  | Spanien                                        | Royal Park i Roveri                            | 264 (−24)                                      |
| 2011                                  | Robert Rock                                    | England                                        | Royal Park i Roveri                            | 267 (−21)                                      |
| 2010                                  | Fredrik Andersson Hed                          | Schweden                                       | Royal Park i Roveri                            | 268 (−16)                                      |
| 2009                                  | Daniel Vancsik                                 | Argentinien                                    | Royal Park i Roveri                            | 267 (−17)                                      |
| Methorios Capital Italian Open        |                                                |                                                |                                                |                                                |
| 2008                                  | Hennie Otto                                    | Südafrika                                      | Castello Tolcinasco                            | 263 (−25)                                      |
| Telecom Italia Open                   |                                                |                                                |                                                |                                                |
| 2007                                  | Gonzalo Fernández Castaño                      | Spanien                                        | Castello Tolcinasco                            | 264 (−24)                                      |
| 2006                                  | Francesco Molinari                             | Italien                                        | Castello Tolcinasco                            | 265 (−23)                                      |
| 2005                                  | Steve Webster                                  | England                                        | Castello Tolcinasco                            | 270 (−18)                                      |
| 2004                                  | Graeme McDowell                                | Nordirland                                     | Castello Tolcinasco                            | 197 (−19)                                      |
| Italian Open Telecom Italia           |                                                |                                                |                                                |                                                |
| 2003                                  | Mathias Grönberg                               | Schweden                                       | Gardagolf                                      | 271 (−17)                                      |
| 2002                                  | Ian Poulter (2)                                | England                                        | Olgiata                                        | 197 (−19)                                      |
| Atlanet Italian Open                  |                                                |                                                |                                                |                                                |
| 2001                                  | Grégory Havret                                 | Frankreich                                     | Is Molas                                       | 268 (−20)                                      |
| Italian Open                          |                                                |                                                |                                                |                                                |
| 2000                                  | Ian Poulter                                    | England                                        | Is Molas                                       | 267 (−21)                                      |
| Fiat und Fila Italian Open            |                                                |                                                |                                                |                                                |
| 1999                                  | Dean Robertson                                 | Schottland                                     | Turin                                          | 271 (−17)                                      |
| Italian Open                          |                                                |                                                |                                                |                                                |
| 1998                                  | Patrik Sjöland                                 | Schweden                                       | Castelconturbia                                | 195 (−21)                                      |
| Conte of Florence Italian Open        |                                                |                                                |                                                |                                                |
| 1997                                  | Bernhard Langer (2)                            | Deutschland                                    | Gardagolf                                      | 273 (−15)                                      |
| 1996                                  | Jim Payne                                      | England                                        | Bergamo                                        | 275 (−9)                                       |
| Italian Open                          |                                                |                                                |                                                |                                                |
| 1995                                  | Sam Torrance (2)                               | Schottland                                     | Le Rovedine                                    | 269 (−19)                                      |
| Tisenttanta Italian Open              |                                                |                                                |                                                |                                                |
| 1994                                  | Eduardo Romero                                 | Argentinien                                    | Marco Simone                                   | 272 (−16)                                      |
| Lancia Martini Italian Open           |                                                |                                                |                                                |                                                |
| 1993                                  | Greg Turner                                    | Neuseeland                                     | Modena                                         | 267 (−21)                                      |
| 1992                                  | Sandy Lyle (2)                                 | Schottland                                     | Monticello                                     | 270 (−18)                                      |
| 1991                                  | Craig Parry                                    | Australien                                     | Castelconturbia                                | 279 (−9)                                       |
| 1990                                  | Richard Boxall                                 | England                                        | Mailand                                        | 267 (−21)                                      |
| Lancia Italian Open                   |                                                |                                                |                                                |                                                |
| 1989                                  | Ronan Rafferty                                 | Nordirland                                     | Monticello                                     | 273 (−15)                                      |
| 1988                                  | Greg Norman                                    | Australien                                     | Monticello                                     | 270 (−18)                                      |
| 1987                                  | Sam Torrance                                   | Schottland                                     | Monticello                                     | 271 (−17)                                      |
| Italian Open                          |                                                |                                                |                                                |                                                |
| 1986                                  | David Faherty                                  | Nordirland                                     | Albarella                                      | 270 (−10)                                      |
| 1985                                  | Manuel Piñero                                  | Spanien                                        | Molinetto                                      | 267 (−21)                                      |
| 1984                                  | Sandy Lyle                                     | Schottland                                     | Mailand                                        | 277 (−11)                                      |
| 1983                                  | Bernhard Langer                                | BR Deutschland                                 | Ugolino                                        | 271 (−17)                                      |
| 1982                                  | Mark James                                     | England                                        | Is Molas                                       | 280 (−8)                                       |
| 1981                                  | José Maria Cañizares                           | Spanien                                        | Mailand                                        | 280 (−8)                                       |
| 1980                                  | Massimo Mannelli                               | Italien                                        | Acquasanta                                     | 276 (−8)                                       |
| 1979                                  | Brian Barnes                                   | Schottland                                     | Monticello                                     | 281 (−7)                                       |
| 1978                                  | Dale Hayes                                     | Südafrika                                      | Pevero                                         | 293 (+5)                                       |
| 1977                                  | Ángel Gallardo                                 | Spanien                                        | Monticello                                     | 286 (−2)                                       |
| 1976                                  | Baldovino Dassu                                | Italien                                        | Is Molas                                       | 280 (−8)                                       |
| 1975                                  | Billy Casper                                   | Vereinigte Staaten                             | Monticello                                     | 286 (−2)                                       |
| 1974                                  | Peter Oosterhuis                               | England                                        | Venedig                                        | 249 (−2)                                       |
| 1973                                  | Tony Jacklin                                   | England                                        | Acquasanta                                     | 284 (−4)                                       |
| 1972                                  | Norman Wood                                    | Schottland                                     | Villa d'Este                                   | 271 (−1)                                       |
| 1971                                  | Ramón Sota                                     | Spanien                                        | Garlenda                                       | 282 (−2)                                       |
| 1961–70                               | Kein Turnier                                   | Kein Turnier                                   | Kein Turnier                                   | Kein Turnier                                   |
| 1960                                  | Brian Wilkes                                   | Südafrikanische Union                          | Venedig                                        | 285                                            |
| 1959                                  | Peter Thomson                                  | Australien                                     | Villa d'Este                                   | 269                                            |
| 1958                                  | Peter Alliss                                   | England                                        | Varese                                         | 282                                            |
| 1957                                  | Harold Henning                                 | Südafrikanische Union                          | Villa d'Este                                   | 273                                            |
| 1956                                  | Antonio Cerdá                                  | Argentinien                                    | Mailand                                        | 284                                            |
| 1955                                  | Flory Van Donck (4)                            | Belgien                                        | Venedig                                        | 287                                            |
| 1954                                  | Ugo Grappasonni (2)                            | Italien                                        | Acquasanta                                     | 281                                            |
| 1953                                  | Flory Van Donck (3)                            | Belgien                                        | Villa d'Este                                   | 269                                            |
| 1952                                  | Eric Brown                                     | Schottland                                     | Mailand                                        | 273                                            |
| 1951                                  | Jimmy Adams                                    | Schottland                                     | Mailand                                        | 283                                            |
| 1950                                  | Ugo Grappasonni                                | Italien                                        | Acquasanta                                     | 281                                            |
| 1949                                  | Hassan Hassanein                               | Ägypten                                        | Villa d'Este                                   | 271                                            |
| 1948                                  | Aldo Casera                                    | Italien                                        | Golf Sanremo                                   | 267                                            |
| 1947                                  | Flory Van Donck (2)                            | Belgien                                        | Golf Sanremo                                   | 263                                            |
| 1939–46                               | Keine Turniere während des Zweiten Weltkrieges | Keine Turniere während des Zweiten Weltkrieges | Keine Turniere während des Zweiten Weltkrieges | Keine Turniere während des Zweiten Weltkrieges |
| 1938                                  | Flory Van Donck                                | Belgien                                        | Villa d'Este                                   | 276                                            |
| 1937                                  | Marcel Dallemagne                              | Frankreich                                     | Golf Sanremo                                   | 276                                            |
| 1936                                  | Henry Cotten                                   | England                                        | Sestrieres                                     | 268                                            |
| 1935                                  | Percy Alliss (2)                               | England                                        | Golf Sanremo                                   | 262                                            |
| 1934                                  | Norman Nutley                                  | England                                        | Golf Sanremo                                   | 132                                            |
| 1933                                  | Kein Turnier                                   | Kein Turnier                                   | Kein Turnier                                   | Kein Turnier                                   |
| 1932                                  | Aubrey Boomer                                  | England                                        | Villa d'Este                                   | 143                                            |
| 1931                                  | Auguste Boyer (4)                              | Frankreich                                     | Villa d'Este                                   | 141                                            |
| 1930                                  | Auguste Boyer (3)                              | Frankreich                                     | Villa d'Este                                   | 140                                            |
| 1929                                  | René Golias                                    | Frankreich                                     | Villa d'Este                                   | 143                                            |
| 1928                                  | Auguste Boyer (2)                              | Frankreich                                     | Villa d'Este                                   | 145                                            |
| 1927                                  | Percy Alliss                                   | England                                        | Alpino di Stresa                               | 145                                            |
| 1926                                  | Auguste Boyer                                  | Frankreich                                     | Alpino di Stresa                               | 147                                            |
| 1925                                  | Francesco Pasquali                             | Königreich Italien                             | Alpino di Stresa                               | 154                                            |

1. 1 2 3 4 5 6 7 8 9 10 11 12 13 14  Entscheidung im Play-off

## Mehrfache Gewinner
Elf Golfer haben dieses Turnier bis 2012 mehr als einmal gewonnen.
- 4 Siege
  - Auguste Boyer 1926, 1928, 1930, 1931
  - Flory Van Donck 1938, 1947, 1953, 1955

- 2 Siege
  - Percy Alliss 1927, 1935
  - Ugo Grappasonni 1950, 1954
  - Sandy Lyle 1984, 1992
  - Sam Torrance 1987, 1995
  - Bernhard Langer 1983, 1997
  - Ian Poulter 2000, 2002
  - Gonzalo Fernández-Castaño 2007, 2012
  - Hennie Otto 2008, 2014
  - Francesco Molinari 2006, 2016